# Szváziföldi labdarúgó-bajnokság (első osztály)
A Swazi Premier League a szváziföldi labdarúgó bajnokságok legfelsőbb osztályának elnevezése. 1976-ban alapították és 14 csapat részvételével zajlik. A bajnok a bajnokok Ligájában indulhat.

## A 2011–2012-es bajnokság résztvevői
- Green Mamba FC (Simunye)
- Hellenic FC (Mbabane)
- Malanti Chiefs (Pigg's Peak)
- Manzini Sundowns
- Manzini Wanderers
- Mbabane Highlanders
- Mbabane Swallows
- Moneni Pirates FC (Manzini)
- Phindrix FC (Manzini)
- Royal Leopards (Simunye)
- Tabankulu Callies FC (Mbabane)
- Young Buffaloes (Matsapha)

## Az eddigi bajnokok
| - 1976 : Mbabane Highlanders - 1980 : Mbabane Highlanders - 1981 : Peacemakers (Mhlume) - 1982 : Mbabane Highlanders - 1983 : Manzini Wanderers - 1984 : Mbabane Highlanders - 1985 : Manzini Wanderers - 1986 : Mbabane Highlanders - 1987 : Manzini Wanderers - 1988 : Mbabane Highlanders - 1989 : Denver Sundowns (Manzini) - 1990 : Denver Sundowns (Manzini) | - 1991 : Mbabane Highlanders - 1992 : Mbabane Highlanders - 1993 : Mbabane Swallows - 1994 : Eleven Men in Flight (Siteki) - 1995 : Mbabane Highlanders - 1996 : Eleven Men in Flight (Siteki) - 1997 : Mbabane Highlanders - 1998 : nem volt bajnokság - 1998/99 : Manzini Wanderers - 1999/00 : Mbabane Highlanders - 2000/01 : Mbabane Highlanders - 2001/02 : Manzini Wanderers | - 2002/03 : Manzini Wanderers - 2003/04 : Mhlambanyatsi Rovers - 2004/05 : Mbabane Swallows - 2005/06 : Royal Leopards (Simunye) - 2006/07 : Royal Leopards (Simunye) - 2007/08 : Royal Leopards (Simunye) - 2008/09 : Mbabane Swallows - 2009/10 : Young Buffaloes - 2010/11 : Green Mamba FC - 2011/12 : Mbabane Swallows |

## Bajnoki címek eloszlása
| Klub                                     | Város         | Bajnoki címek | Utolsó |
| ---------------------------------------- | ------------- | ------------- | ------ |
| Mbabane Highlanders                      | Mbabane       | 12            | 2001   |
| Manzini Wanderers                        | Manzini       | 6             | 2003   |
| Mbabane Swallows                         | Mbabane       | 4             | 2012   |
| Royal Leopards                           | Simunye       | 3             | 2008   |
| Manzini Sundowns (Denver Sundowns néven) | Manzini       | 2             | 1990   |
| Eleven Men in Flight                     | Siteki        | 2             | 1996   |
| Mhlambanyatsi Rovers                     | Mhlambanyatsi | 1             | 2004   |
| Peacemakers                              | Mhlume        | 1             | 1981   |
| Young Buffaloes                          | Matsapha      | 1             | 2010   |
| Green Mamba FC                           | Simunye       | 1             | 2011   |

## Külső hivatkozások
- MTN Premier League Hivatalos honlap Archiválva 2019. november 13-i dátummal a Wayback Machine-ben
- Információk az RSSSF honlapján
- Információk Archiválva 2017. május 28-i dátummal a Wayback Machine-ben a FIFA honlapján